# Spelter
Spelter, ook wel kunstbrons, artistiek brons, zink of Frans zinc d'art of minder juist régule is een legering van zink en lood die na verloop van tijd op brons lijkt, maar die zachter is en een lager smeltpunt heeft. De Nederlandse naam voor deze zinklegering wordt niet eenduidig toegepast. De legering werd vooral vanaf het einde van de 19de eeuw tot in de eerste helft van de 20e eeuw gebruikt.  
Spelter mag niet met Zamak worden verward, een legering van zink en aluminium, die nog steeds een groot toepassingsgebied heeft.

## Kenmerken
Het verschil tussen spelter en brons, een legering van koper en tin, is moeilijk te zien. Het werd daarom in Frankrijk vanaf 1910 wettelijk verplicht op voorwerpen die in spelter waren uitgevoerd bronze imitation te vermelden.
Spelter is eerder zacht en broos, het is lichter dan brons en het breekt gemakkelijk. Het kan van brons worden onderscheiden door in de patina te krassen: spelter is zilverkleurig, terwijl brons goudkleurig is. Scheuren, deuken en corrosie komen vaker bij spelter voor. Bij het aantikken van het voorwerp zal spelter een matte klank geven, terwijl brons een eerder hoog geluid, een belklank zal produceren. Het is een goedkope legering die gemakkelijk kan worden gegoten, maar achteraf niet in koude toestand kan worden bewerkt door beitelen en graveren. De nauwkeurigheid en graad van afwerking wordt bepaald door de gietvorm waaruit het voorwerp is gegoten. Het voorwerp wordt na het gieten doorgaans geschilderd of verguld.

## Toepassing

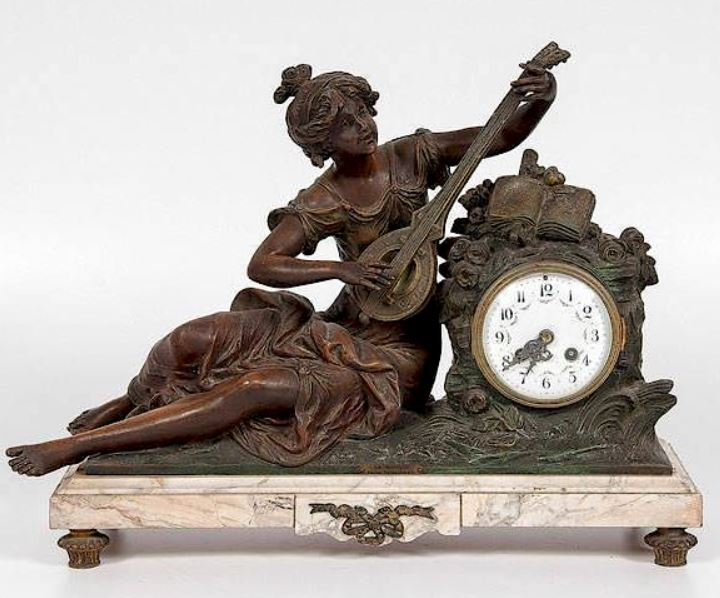
Klok in spelter vervaardigd door Louis en François Moreau, rond 1900

Spelter vindt zijn oorsprong in China en Oost-Indië en werd in de 16e eeuw in Europa geïmporteerd, maar pas vanaf het midden van de 19de eeuw op grote schaal gebruikt, toen er grote vraag was naar een goedkoop alternatief voor brons voor kunstvoorwerpen. Het werd voor die periode 'kunstzink', zinc d'art genoemd, omdat zink het hoofdbestanddeel was.
Spelter werd vanaf de jaren 1860 gebruikt voor het maken van kleine en iets grotere beelden, kandelaars, klokken, tafelgerei, plantenbakken, verlichtingsarmaturen en andere sierlijke voorwerpen. Onder andere de beeldhouwers Louis en François Moreau gebruikten in het begin van de 20e eeuw spelter voor hun beeldjes in art nouveau en art deco en andere voorwerpen die ze op grote schaal vervaardigden. Spelter werd tot in de jaren 1930 veel voor het maken van dit soort beeldjes gebruikt, maar daarna minder.